# Morti il 4 maggio
| Questa pagina contiene informazioni ricavate automaticamente dalle voci biografiche con l'ausilio del template Bio e di un bot. L'aggiornamento è periodico e automatico e ricostruisce completamente la pagina. Se manca una persona in questa lista, sei pregato di non aggiungerla, ma accertati piuttosto che la sua voce biografica contenga il template Bio e che i dati anagrafici siano correttamente compilati. Se il template Bio manca, inseriscilo tu stesso o, in alternativa, metti l'avviso {{tmp\|Bio}} che ne segnala la mancanza. Se i dati riportati sono sbagliati, correggi direttamente la voce biografica; le modifiche saranno visibili in questa lista entro pochi giorni. Per chiarimenti vedi il progetto biografie. La lista contiene solo le 528 persone che sono citate nell'enciclopedia e per le quali è stato implementato correttamente il template Bio. Pagina aggiornata al 17 ago 2025. |

## IV secolo(1)
- 304 - Floriano di Lorch, militare romano

## VI secolo(1)
- 519 - Conlaedo, vescovo irlandese (n. 450)

## VIII secolo(1)
- 784 - Aribo di Frisinga, vescovo, abate e scrittore tedesco (n. 723)

## XI secolo(4)
- 1003 - Ermanno II di Svevia, nobile tedesco
- 1038 - Gottardo di Hildesheim, vescovo e santo tedesco (n. 960)
- 1082 - Lotario Udo II della marca del Nord, nobile tedesco
- 1090 - Ermanno di Metz, vescovo cattolico francese

## XIII secolo(3)
- 1228 - Jolanda di Brienne, sovrana (n. 1212)
- 1244 - Teodosia Mstislavna, nobile russa
- 1280 - Paolino Bigazzini, monaco cristiano italiano

## XV secolo(11)
- 1406 - Coluccio Salutati, politico, letterato e filosofo italiano (n. 1332)
- 1433 - Pietro Emiliani, politico e vescovo cattolico italiano (n. 1362)
- 1436 - Giovanni I di Foix, nobile (n. 1382)
- 1452 - Giovanni XI di Alessandria, vescovo cristiano orientale egiziano
- 1462 - Bernardo d'Armagnac, conte di Pardiac, nobile francese (n. 1400)
- 1471 - John Beaufort, marchese di Dorset, nobile inglese (n. 1455)
- 1471 - Edoardo di Lancaster, principe inglese (n. 1453)
- 1478 - Giovanni Battista da Montesecco, condottiero italiano
- 1481 - Karamanlı Mehmed Pascià, politico ottomano
- 1485 - Michał Giedrojć, religioso lituano (n. 1420)
- 1488 - Cecca, ingegnere italiano (n. 1446)

## XVI secolo(25)
- 1504 - Antonio di Borgogna, funzionario francese (n. 1421)
- 1505 - Ladislao da Gielniów, presbitero polacco
- 1506 - Husayn Bayqara, sultano persiano (n. 1438)
- 1507 - Juan de Vera, cardinale spagnolo (n. 1453)
- 1519 - Lorenzo de' Medici, duca di Urbino, sovrano italiano (n. 1492)
- 1521 - Angela Borgia, nobildonna italiana (n. 1486)
- 1521 - Pedro de Córdoba, religioso e missionario spagnolo (n. 1482)
- 1528 - Bernard Strigel, pittore tedesco (n. 1461)
- 1530 - Nicola di Salm, nobile e condottiero tedesco (n. 1459)
- 1535 - Giovanni Houghton, monaco cristiano e abate inglese
- 1535 - Robert Lawrence, monaco cristiano e abate inglese
- 1535 - Richard Reynolds, religioso e teologo inglese
- 1535 - Agostino Webster, monaco cristiano e abate inglese
- 1544 - Pierre de la Baume, cardinale e arcivescovo cattolico francese (n. 1477)
- 1556 - Luca Ghini, medico, botanico e farmacologo italiano (n. 1490)
- 1557 - Giorgio d'Austria, arcivescovo cattolico austriaco (n. 1505)
- 1571 - Pierre Viret, teologo francese (n. 1511)
- 1574 - Asakura Kageaki, militare giapponese (n. 1529)
- 1578 - Martin Eisengrein, teologo tedesco (n. 1535)
- 1582 - Giorgio Mainerio, musicista e compositore italiano (n. 1535)
- 1584 - Ryūzōji Takanobu, militare giapponese (n. 1530)
- 1591 - Hugo Donellus, giurista francese (n. 1527)
- 1592 - Francesco II Moncada, nobile, politico e militare italiano
- 1595 - Hugues Loubenx de Verdalle, cardinale francese (n. 1531)
- 1600 - Jean Nicot, diplomatico e lessicografo francese (n. 1530)

## XVII secolo(17)
- 1604 - Claudio Merulo, organista e compositore italiano (n. 1533)
- 1605 - Ulisse Aldrovandi, naturalista, botanico e entomologo italiano (n. 1522)
- 1615 - Adriaan van Roomen, matematico fiammingo (n. 1561)
- 1616 - Maddalena di Brandeburgo, principessa tedesca (n. 1582)
- 1623 - Asprilio Pacelli, compositore italiano (n. 1570)
- 1643 - Adam de Coster, pittore fiammingo (n. 1586)
- 1655 - Giovanni Francesco Abela, storico e archeologo maltese (n. 1582)
- 1655 - Francesco Peretti di Montalto, cardinale e arcivescovo cattolico italiano (n. 1595)
- 1661 - Jean de Cambefort, cantore e compositore francese
- 1664 - Cornelis de Graeff, politico olandese (n. 1599)
- 1672 - Luigi Guglielmo I Moncada, nobile, politico e militare italiano (n. 1614)
- 1673 - Richard Brathwaite, poeta inglese (n. 1588)
- 1677 - Isaac Barrow, matematico e teologo inglese (n. 1630)
- 1678 - Anna Maria van Schurman, filosofa, poetessa e scienziata olandese (n. 1607)
- 1681 - Johannes Musaeus, teologo tedesco (n. 1613)
- 1692 - Carlo III d'Elbeuf, nobile francese (n. 1620)
- 1694 - Luigi Antonio del Palatinato-Neuburg, arcivescovo cattolico tedesco (n. 1660)

## XVIII secolo(29)
- 1719 - Sebastiano Bombelli, pittore italiano (n. 1635)
- 1719 - Vincenzo Rugeri, liutaio italiano (n. 1663)
- 1722 - Claude Gillot, pittore francese (n. 1673)
- 1727 - Luigi Armando II di Borbone-Conti, principe francese (n. 1695)
- 1729 - Louis-Antoine de Noailles, cardinale e arcivescovo cattolico francese (n. 1651)
- 1737 - Mariano Armellini, abate e letterato italiano (n. 1662)
- 1737 - Ferdinando Kettler, nobile lettone (n. 1655)
- 1743 - Ursula Caterina di Altenbockum, nobildonna polacca (n. 1680)
- 1746 - Antonio Pollarolo, musicista e compositore italiano (n. 1676)
- 1752 - Pieter Snijers, pittore fiammingo (n. 1681)
- 1755 - Ignazio Visconti, gesuita italiano (n. 1682)
- 1756 - Antonio Maria Biscioni, filologo, bibliotecario e religioso italiano (n. 1674)
- 1756 - Domingo Polou, arcivescovo cattolico spagnolo (n. 1679)
- 1765 - Heinrich Sigismund von der Heyde, generale prussiano (n. 1703)
- 1772 - Francesco Savanni, pittore italiano (n. 1724)
- 1774 - Antonio Ulrico di Brunswick-Lüneburg, nobile (n. 1714)
- 1776 - Jacques Saly, scultore francese (n. 1717)
- 1780 - Pierre Montan Berton, compositore francese (n. 1727)
- 1780 - Gian Giuseppe Liruti, storico e bibliografo italiano (n. 1689)
- 1785 - János Sajnovics, linguista, astronomo e gesuita ungherese (n. 1733)
- 1786 - Augustine Prévost, generale britannico (n. 1723)
- 1786 - Leonardo Ximenes, gesuita, astronomo e ingegnere italiano (n. 1716)
- 1788 - Marija Andreevna Matveeva, nobildonna russa (n. 1699)
- 1792 - Giuseppe Garampi, cardinale, arcivescovo cattolico e numismatico italiano (n. 1725)
- 1793 - Jean-Martin Moyë, presbitero francese (n. 1730)
- 1797 - Agostino Antonio Giorgi, orientalista e bibliotecario italiano (n. 1711)
- 1799 - Fateḥ ʿAlī Tīpū, sultano indiano (n. 1750)
- 1800 - Armand-Désiré d'Aiguillon, politico e nobile francese (n. 1761)
- 1800 - Cristina Boyer, nobile francese (n. 1771)

## XIX secolo(60)
- 1802 - Domenico Cossetti, architetto e incisore italiano (n. 1752)
- 1811 - Nikolaj Michajlovič Kamenskij, generale russo (n. 1776)
- 1815 - Louis-Antoine-Cyprien Infernet, ammiraglio francese (n. 1756)
- 1816 - Samuel Dexter, politico statunitense (n. 1761)
- 1816 - Marie-Madeleine Guimard, danzatrice francese (n. 1743)
- 1819 - Eugène-Guillaume Argenteau, generale austriaco (n. 1743)
- 1821 - Bartolomeo Borghi, matematico e geografo italiano (n. 1750)
- 1824 - Leonardo Frullani, giurista e politico italiano (n. 1756)
- 1824 - Joseph Joubert, filosofo e aforista francese (n. 1754)
- 1826 - Carlo Antonio Lodovico Bellardi, medico, botanico e micologo italiano (n. 1741)
- 1829 - Johann Gustav Gottlieb Büsching, archivista e storico tedesco (n. 1783)
- 1830 - Giovanni Vincenzo Virginio, avvocato e agronomo italiano (n. 1752)
- 1834 - George Cavendish, I conte di Burlington, politico inglese (n. 1754)
- 1837 - Lorenzo Fazzini, matematico, fisico e filosofo italiano (n. 1787)
- 1843 - James Patton Preston, politico statunitense (n. 1774)
- 1845 - Philipp Jakob Cretzschmar, ornitologo e zoologo tedesco (n. 1786)
- 1845 - Josef Danhauser, pittore austriaco (n. 1805)
- 1847 - Gregorio De Filippis Delfico, politico, poeta e scrittore italiano (n. 1801)
- 1847 - Alexandre Vinet, teologo, filosofo e giornalista svizzero (n. 1797)
- 1849 - Alessandro De Stefanis, militare italiano (n. 1826)
- 1855 - Camille Pleyel, compositore e pianista francese (n. 1788)
- 1856 - John Collins Warren, medico statunitense (n. 1778)
- 1858 - Aimé Bonpland, botanico, naturalista e esploratore francese (n. 1773)
- 1859 - Joseph Diaz Gergonne, matematico francese (n. 1771)
- 1859 - Michele Medici, anatomista e fisiologo italiano (n. 1782)
- 1860 - Willoughby Cotton, militare britannico (n. 1783)
- 1865 - Christian Heinrich Grosch, architetto norvegese (n. 1801)
- 1866 - Édouard Méry, ingegnere francese (n. 1805)
- 1866 - Julien Vallou de Villeneuve, pittore, litografo e fotografo francese (n. 1795)
- 1869 - Thomas Langlois Lefroy, politico e giudice irlandese (n. 1776)
- 1871 - Maria Annunziata di Borbone-Due Sicilie, principessa (n. 1843)
- 1871 - Moriyama Einosuke, militare e linguista giapponese (n. 1820)
- 1872 - John Pratt, III marchese di Camden, politico inglese (n. 1840)
- 1873 - William Holmes McGuffey, insegnante statunitense (n. 1800)
- 1873 - Charles Rigault de Genouilly, ammiraglio francese (n. 1807)
- 1874 - Johann Friedrich Dietler, pittore svizzero (n. 1804)
- 1874 - Domenico Pellizzi, pittore italiano (n. 1818)
- 1877 - Jules Étienne Marie Forgeot, generale francese (n. 1809)
- 1878 - Roberto de Visiani, botanico, naturalista e letterato italiano (n. 1800)
- 1879 - William Froude, ingegnere britannico (n. 1810)
- 1880 - Stanislao Caboni, politico italiano (n. 1795)
- 1880 - Edward Clark, politico statunitense (n. 1815)
- 1884 - Sebastiano Barozzi, presbitero, patriota e poeta italiano (n. 1804)
- 1884 - Grigorij Ivanovič Čertkov, generale russo (n. 1828)
- 1884 - Maria Anna di Savoia, principessa italiana (n. 1803)
- 1884 - Enrico Scuri, pittore italiano (n. 1806)
- 1885 - Irvin McDowell, generale statunitense (n. 1818)
- 1886 - James Muspratt, chimico inglese (n. 1793)
- 1887 - Ambrogio Borghi, scultore italiano (n. 1848)
- 1887 - Vincenzo Saccà, patriota e funzionario italiano (n. 1825)
- 1888 - Pietro Monte, religioso e meteorologo italiano (n. 1823)
- 1889 - Felice Venosta, scrittore italiano (n. 1828)
- 1893 - Mirko Bogović, scrittore e politico croato (n. 1816)
- 1894 - Vincenzo Julia, poeta, filosofo e letterato italiano (n. 1838)
- 1895 - Roundell Palmer, I conte di Selborne, politico inglese (n. 1812)
- 1897 - Henry Vandyke Carter, medico, anatomista e illustratore inglese (n. 1831)
- 1897 - Johann Georg Fischer, poeta e drammaturgo tedesco (n. 1816)
- 1897 - Sofia Carlotta di Baviera, duchessa (n. 1847)
- 1898 - Henry Howard, III conte di Effingham, nobile, politico e militare britannico (n. 1837)
- 1900 - Adolf Karl Ludwig Claus, chimico tedesco (n. 1838)

## XX secolo(245)
- 1907 - Ignazio Perricci, artista, decoratore e scultore italiano (n. 1834)
- 1909 - Adèle Dumilâtre, ballerina francese (n. 1821)
- 1909 - Franz Joseph von Stein, arcivescovo cattolico tedesco (n. 1832)
- 1910 - Franz Nikolaus Finck, linguista e filologo tedesco (n. 1867)
- 1911 - Henry Howe Bemrose, politico britannico (n. 1827)
- 1912 - Vinzenz Maria Gredler, entomologo, botanico e naturalista austriaco (n. 1823)
- 1912 - Nettie Stevens, genetista e microbiologa statunitense (n. 1861)
- 1914 - Gustavo Cipriani, imprenditore e politico italiano (n. 1847)
- 1914 - Paolo Giorza, compositore italiano (n. 1832)
- 1914 - Pio da Langogne, arcivescovo cattolico francese (n. 1850)
- 1915 - William Richard Gowers, neurologo e pediatra inglese (n. 1845)
- 1916 - Giovan Battista Pastine, militare italiano (n. 1874)
- 1916 - Hector-Irénée Sévin, cardinale e arcivescovo cattolico francese (n. 1852)
- 1918 - Karl Patzelt, aviatore austro-ungarico (n. 1893)
- 1919 - Max Delbrück, chimico tedesco (n. 1850)
- 1919 - Camillo Miola, pittore italiano (n. 1840)
- 1919 - Milan Rastislav Štefánik, politico e generale slovacco (n. 1880)
- 1920 - Richard Émile Augustin de Candolle, botanico svizzero (n. 1868)
- 1920 - Antonio Orlandi Cardini, patriota, politico e militare italiano (n. 1850)
- 1921 - Max Kalbeck, poeta, scrittore e critico musicale tedesco (n. 1850)
- 1922 - Viktor Kingissepp, politico e rivoluzionario estone (n. 1888)
- 1922 - Ugo Piperno, attore italiano (n. 1871)
- 1923 - Ralph McKittrick, golfista e tennista statunitense (n. 1877)
- 1923 - William R. Nicoll, presbitero, giornalista e scrittore britannico (n. 1851)
- 1924 - Edith Nesbit, scrittrice inglese (n. 1858)
- 1925 - Courtenay Foote, attore inglese (n. 1879)
- 1925 - Giovanni Battista Grassi, medico, zoologo e botanico italiano (n. 1854)
- 1925 - Eugenia Maximilianovna di Leuchtenberg, nobile (n. 1845)
- 1925 - Jean Revel, scrittore francese (n. 1848)
- 1926 - Silvio Bencini, pallonista italiano (n. 1880)
- 1927 - Isidoro Del Lungo, critico letterario e politico italiano (n. 1841)
- 1927 - Gustav Tschermak von Seysenegg, mineralogista tedesco (n. 1836)
- 1927 - Friedrich Karl Johann Vaupel, botanico tedesco (n. 1876)
- 1928 - Jinzō Matsumura, botanico giapponese (n. 1856)
- 1928 - Ferdinando Paolieri, scrittore, poeta e commediografo italiano (n. 1878)
- 1928 - Joseph Nelson Rose, botanico statunitense (n. 1862)
- 1929 - Frederick Stopford, generale inglese (n. 1854)
- 1929 - Cyrille Verbrugge, schermidore belga (n. 1866)
- 1931 - Oreste Bordiga, agronomo italiano (n. 1852)
- 1931 - Miguel Lillo, naturalista argentino (n. 1862)
- 1931 - Carlo Rizzarda, artista italiano (n. 1883)
- 1932 - Paolo Ajroldi di Robbiate, dirigente d'azienda italiano (n. 1863)
- 1932 - José Mardones, cantante e basso spagnolo (n. 1868)
- 1933 - Tasziló Festetics, nobile ungherese (n. 1850)
- 1934 - Salomon Bibo, mercante e politico tedesco (n. 1853)
- 1935 - Junior Durkin, attore statunitense (n. 1915)
- 1936 - Ludwig von Falkenhausen, generale tedesco (n. 1844)
- 1937 - Noel Rosa, cantautore, chitarrista e compositore brasiliano (n. 1910)
- 1938 - Francesco Calì, militare italiano (n. 1915)
- 1938 - Kanō Jigorō, judoka e educatore giapponese (n. 1860)
- 1938 - Antonio Lorusso, militare italiano (n. 1906)
- 1938 - Carl von Ossietzky, giornalista tedesco (n. 1889)
- 1939 - Georgiana Goddard King, storica dell'arte e fotografa statunitense (n. 1871)
- 1940 - Francesco Paolo Moncada, nobile e politico italiano (n. 1863)
- 1940 - Behrendt Pick, numismatico e archeologo tedesco (n. 1861)
- 1940 - Giuliano Vanghetti, medico italiano (n. 1861)
- 1941 - Francis William Lionel Collings Beaumont, militare e produttore cinematografico britannico (n. 1903)
- 1941 - Antonio D'Agostino, militare italiano (n. 1913)
- 1941 - Johann von Pallavicini, diplomatico e politico austro-ungarico (n. 1848)
- 1941 - Theodor Tobler, imprenditore svizzero (n. 1876)
- 1942 - Fritz von Loßberg, generale tedesco (n. 1868)
- 1942 - William A. Williams, attore cinematografico statunitense (n. 1870)
- 1943 - Géo André, velocista, rugbista a 15 e giornalista francese (n. 1889)
- 1943 - Vittorio de Barbieri, compositore di scacchi italiano (n. 1860)
- 1943 - Cesira Ferrani, soprano italiana (n. 1863)
- 1943 - Saverio Marotta, ufficiale italiano (n. 1911)
- 1944 - Maceo Carloni, sindacalista italiano (n. 1899)
- 1944 - Giordano Cavestro, partigiano italiano (n. 1925)
- 1944 - Burton L. King, regista, produttore cinematografico e attore statunitense (n. 1877)
- 1945 - Fedor von Bock, generale tedesco (n. 1880)
- 1945 - Karl Dannemann, attore tedesco (n. 1896)
- 1945 - Anna Dodge, attrice statunitense (n. 1867)
- 1945 - Harald Geppert, matematico tedesco (n. 1902)
- 1945 - Riccardo Gigante, politico, giornalista e imprenditore italiano (n. 1881)
- 1945 - John Augur Holabird, architetto statunitense (n. 1886)
- 1945 - Roberto Lepetit, imprenditore e antifascista italiano (n. 1906)
- 1945 - Giorgio Marincola, partigiano italiano (n. 1923)
- 1945 - Walter Weiler, calciatore svizzero (n. 1903)
- 1946 - Joseph Paul Cretzer, criminale statunitense (n. 1911)
- 1948 - Arnaldo Malan, medico italiano (n. 1885)
- 1948 - Arsène Millocheau, ciclista su strada francese (n. 1867)
- 1948 - Dieter Wisliceny, militare tedesco (n. 1911)
- 1949 - Valerio Bacigalupo, calciatore italiano (n. 1924)
- 1949 - Aldo Ballarin, calciatore italiano (n. 1922)
- 1949 - Dino Ballarin, calciatore italiano (n. 1923)
- 1949 - Syd Bishop, calciatore inglese (n. 1900)
- 1949 - Émile Bongiorni, calciatore francese (n. 1921)
- 1949 - Renato Casalbore, giornalista italiano (n. 1891)
- 1949 - Eusebio Castigliano, calciatore italiano (n. 1921)
- 1949 - Luigi Cavallero, giornalista italiano (n. 1907)
- 1949 - Ernő Erbstein, calciatore e allenatore di calcio ungherese (n. 1898)
- 1949 - Rubens Fadini, calciatore italiano (n. 1927)
- 1949 - Guglielmo Gabetto, calciatore italiano (n. 1916)
- 1949 - Ruggero Grava, calciatore francese (n. 1922)
- 1949 - Giuseppe Grezar, calciatore italiano (n. 1918)
- 1949 - Leslie Lievesley, calciatore e allenatore di calcio inglese (n. 1911)
- 1949 - Ezio Loik, calciatore italiano (n. 1919)
- 1949 - Virgilio Maroso, calciatore italiano (n. 1925)
- 1949 - Danilo Martelli, calciatore italiano (n. 1923)
- 1949 - Valentino Mazzola, calciatore italiano (n. 1919)
- 1949 - Romeo Menti, calciatore italiano (n. 1919)
- 1949 - Piero Operto, calciatore italiano (n. 1926)
- 1949 - Franco Ossola, calciatore italiano (n. 1921)
- 1949 - Mario Rigamonti, calciatore italiano (n. 1922)
- 1949 - Adriaan Joseph van Rossem, ornitologo statunitense (n. 1892)
- 1949 - Július Schubert, calciatore ungherese (n. 1922)
- 1949 - Renato Tosatti, giornalista italiano (n. 1908)
- 1949 - Viktor Wessely, alpinista e medico austriaco (n. 1870)
- 1950 - William Rose Benét, poeta statunitense (n. 1886)
- 1950 - Paul Federn, medico e psicoanalista austriaco (n. 1871)
- 1950 - Lennart Hannelius, tiratore a segno finlandese (n. 1893)
- 1950 - Jaroslav Červený, calciatore cecoslovacco (n. 1895)
- 1953 - Alexandre Pharamond, rugbista a 15 francese (n. 1876)
- 1954 - Antonio Cabiati, calciatore italiano (n. 1898)
- 1955 - Louis Charles Breguet, aviatore francese (n. 1880)
- 1955 - George Enescu, compositore, violinista e pianista rumeno (n. 1881)
- 1955 - Edward Martindel, attore statunitense (n. 1876)
- 1956 - Giacomo Mura, calciatore italiano (n. 1898)
- 1957 - Gé Fortgens, calciatore olandese (n. 1887)
- 1957 - Katie Johnson, attrice britannica (n. 1878)
- 1957 - Erich Scheurmann, scrittore e pittore tedesco (n. 1878)
- 1958 - Enno Littmann, orientalista tedesco (n. 1875)
- 1958 - Auguste Petigat, presbitero, giornalista e attivista italiano (n. 1885)
- 1958 - Elaine Sterne Carrington, sceneggiatrice e regista statunitense (n. 1891)
- 1959 - Alfred Agache, architetto, urbanista e sociologo francese (n. 1875)
- 1959 - Henri Berssenbrugge, fotografo olandese (n. 1873)
- 1959 - Georges-François-Xavier-Marie Grente, cardinale e arcivescovo cattolico francese (n. 1872)
- 1959 - Alberto Laviosa, ingegnere e dirigente d'azienda italiano (n. 1877)
- 1960 - Pedro Arispe, calciatore uruguaiano (n. 1900)
- 1960 - Colbert Clark, sceneggiatore, regista e produttore cinematografico statunitense (n. 1898)
- 1960 - Emmanuel Gounot, giurista francese (n. 1885)
- 1960 - Félix Maurice Hedde, vescovo cattolico e missionario francese (n. 1879)
- 1960 - Gunnar Olsson, calciatore svedese (n. 1901)
- 1960 - Giovanni Zanzotto, pittore e decoratore italiano (n. 1888)
- 1961 - Wouter Brouwer, schermidore olandese (n. 1882)
- 1961 - Johannes Hengeveld, tiratore di fune olandese (n. 1894)
- 1961 - Anita Stewart, attrice statunitense (n. 1895)
- 1962 - Carlo Ferrarese, calciatore italiano (n. 1882)
- 1962 - Vadym Meller, pittore e scenografo ucraino (n. 1884)
- 1962 - Cécile Vogt-Mugnier, neurologa francese (n. 1875)
- 1964 - André Lefèbvre, progettista e pilota automobilistico francese (n. 1894)
- 1964 - Vittoria Lepanto, attrice italiana (n. 1885)
- 1964 - Armando Lombardi, arcivescovo cattolico italiano (n. 1905)
- 1965 - Violet Radcliffe, attrice statunitense (n. 1904)
- 1965 - Guido Salvini, regista e scenografo italiano (n. 1893)
- 1966 - Raffaello Fagnoni, architetto italiano (n. 1901)
- 1966 - Adam Królikiewicz, militare e cavaliere polacco (n. 1894)
- 1966 - Edmond Locard, criminologo francese (n. 1877)
- 1966 - Amédée Ozenfant, pittore e critico d'arte francese (n. 1886)
- 1968 - Edgardo Lami Starnuti, politico, avvocato e giornalista italiano (n. 1887)
- 1968 - Guillaume Mollat, presbitero e storico francese (n. 1877)
- 1968 - Michael Schulien, presbitero, missionario e etnologo tedesco (n. 1888)
- 1969 - Wadha bint Muhammad Al Orair, saudita
- 1969 - Osbert Sitwell, scrittore britannico (n. 1892)
- 1970 - Domenico Filippone, architetto e urbanista italiano (n. 1903)
- 1970 - Piero Pierotti, regista e sceneggiatore italiano (n. 1912)
- 1970 - Pietro Vergani, politico, partigiano e sindacalista italiano (n. 1907)
- 1971 - Seamus Elliott, ciclista su strada irlandese (n. 1934)
- 1971 - Elio Pagani, allenatore di calcio e calciatore italiano (n. 1904)
- 1972 - Horst Großmann, militare tedesco (n. 1891)
- 1972 - Edward Calvin Kendall, chimico e biochimico statunitense (n. 1886)
- 1972 - Tito Manlio, paroliere italiano (n. 1901)
- 1972 - Giovanni Leopoldo di Sassonia-Coburgo-Gotha, filatelista tedesco (n. 1906)
- 1972 - Manny Ziener, attrice tedesca (n. 1887)
- 1973 - Jane Bowles, scrittrice e drammaturga statunitense (n. 1917)
- 1973 - Franco Montanari, diplomatico italiano (n. 1905)
- 1974 - Gerhard Lamprecht, regista, sceneggiatore e produttore cinematografico tedesco (n. 1897)
- 1974 - Tommy Magee, calciatore inglese (n. 1899)
- 1974 - Otto Nikodym, matematico polacco (n. 1877)
- 1975 - Moe Howard, attore e comico statunitense (n. 1897)
- 1975 - Emilio Merone, latinista e poeta italiano (n. 1916)
- 1975 - Frans van der Veen, calciatore olandese (n. 1919)
- 1976 - Henri Bosco, scrittore francese (n. 1888)
- 1976 - Ubaldo Prosperetti, giurista italiano (n. 1914)
- 1977 - Nino Bergese, cuoco italiano (n. 1904)
- 1977 - Hans Martin Sutermeister, medico, scrittore e politico svizzero (n. 1907)
- 1979 - Mario Piave, attore italiano (n. 1940)
- 1980 - Emanuele Basile, militare italiano (n. 1949)
- 1980 - Kay Hammond, attrice inglese (n. 1909)
- 1980 - Ernesto Pontieri, storico italiano (n. 1896)
- 1980 - Josip Broz Tito, politico, rivoluzionario e militare jugoslavo (n. 1892)
- 1981 - Georg Klusemann, pittore e illustratore tedesco (n. 1942)
- 1982 - Huang Bamei, pirata cinese (n. 1906)
- 1983 - Nino Sanzogno, direttore d'orchestra e compositore italiano (n. 1911)
- 1983 - Shūji Terayama, regista, poeta e drammaturgo giapponese (n. 1935)
- 1984 - Robert Clampett, regista e animatore statunitense (n. 1913)
- 1984 - Diana Dors, attrice britannica (n. 1931)
- 1984 - Roger Karl, attore francese (n. 1882)
- 1984 - Willie Ormond, allenatore di calcio e calciatore scozzese (n. 1927)
- 1984 - Marija Marevna Vorob'ëv, pittrice russa (n. 1892)
- 1985 - Harry Earles, attore statunitense (n. 1902)
- 1985 - Horatio Fitch, velocista statunitense (n. 1900)
- 1986 - Mariano Pittana, architetto italiano (n. 1908)
- 1986 - Romeo Rivers, hockeista su ghiaccio canadese (n. 1907)
- 1987 - Paul Butterfield, armonicista e cantante statunitense (n. 1942)
- 1987 - Carolus Cergoly, poeta e giornalista italiano (n. 1908)
- 1987 - Cathryn Damon, modella e attrice statunitense (n. 1930)
- 1987 - Paul Groesse, scenografo ungherese (n. 1906)
- 1987 - Bruno Melissano, pugile italiano (n. 1942)
- 1987 - Robert Scrigni, cestista australiano (n. 1962)
- 1988 - Josefa Edralin, insegnante filippina (n. 1893)
- 1988 - Stanley William Hayter, artista britannico (n. 1901)
- 1988 - Jo van Dijk, attivista olandese (n. 1912)
- 1989 - Larry Fleisher, avvocato e procuratore sportivo statunitense (n. 1930)
- 1989 - Adnan Khairallah, generale e politico iracheno (n. 1940)
- 1989 - Jean-Marie Tjibaou, politico e attivista francese (n. 1936)
- 1990 - Luigi Ossoinach, calciatore italiano (n. 1899)
- 1990 - Emily Remler, chitarrista statunitense (n. 1957)
- 1990 - Silvio Siano, regista e sceneggiatore italiano (n. 1921)
- 1991 - Luigi Facelli, ostacolista e velocista italiano (n. 1898)
- 1991 - Mohammed Khadda, pittore e scultore algerino (n. 1930)
- 1992 - Harry Bisbey, pallanuotista statunitense (n. 1931)
- 1992 - Auguste Hellemans, calciatore e allenatore di calcio belga (n. 1907)
- 1992 - Thomas O. Paine, ingegnere statunitense (n. 1921)
- 1993 - Bchira Ben Mrad, attivista tunisina (n. 1913)
- 1993 - Frank Kudelka, cestista statunitense (n. 1925)
- 1993 - Ernst Reitermaier, calciatore austriaco (n. 1918)
- 1993 - France Štiglic, regista e sceneggiatore sloveno (n. 1919)
- 1994 - Josip Palada, tennista jugoslavo (n. 1912)
- 1994 - Al Sanders, cestista statunitense (n. 1950)
- 1995 - Andrej Abramov, pugile sovietico (n. 1935)
- 1995 - Murray Barr, medico canadese (n. 1908)
- 1995 - Cornelio Fabro, presbitero, teologo e filosofo italiano (n. 1911)
- 1995 - Luigi Guandalini, rugbista a 15 italiano (n. 1925)
- 1995 - Louis Krasner, violinista statunitense (n. 1903)
- 1995 - Giuseppe Maraschini, ingegnere italiano (n. 1910)
- 1997 - Serafín Areta, calciatore spagnolo (n. 1930)
- 1997 - Wijeyananda Dahanayake, politico singalese (n. 1901)
- 1997 - Rudolf Edinger, sollevatore austriaco (n. 1902)
- 1997 - Lyman Bradford Smith, botanico statunitense (n. 1904)
- 1997 - Suhayr al-Qalamawi, scrittrice e politica egiziana (n. 1911)
- 1998 - Vernon Bourke, filosofo canadese (n. 1907)
- 1998 - Renata Debenedetti, scrittrice e traduttrice italiana (n. 1907)
- 1998 - Alois Estermann, ufficiale svizzero (n. 1954)
- 1998 - José Olguín, pallanuotista messicano (n. 1926)
- 1998 - Francesco Panvini Rosati, numismatico italiano (n. 1923)
- 1998 - Nicolò Rode, velista italiano (n. 1912)
- 1998 - Lino Troisi, attore e doppiatore italiano (n. 1932)
- 1999 - Jean Marius René Guibé, naturalista e erpetologo francese (n. 1910)
- 1999 - Pietro Tripodo, poeta e saggista italiano (n. 1948)
- 2000 - Aleksandr Achiezer, fisico sovietico (n. 1911)
- 2000 - Massimo Alberini, giornalista e scrittore italiano (n. 1909)
- 2000 - Hendrik Casimir, fisico e matematico olandese (n. 1909)
- 2000 - Humberto Donoso, calciatore cileno (n. 1938)
- 2000 - Veronica Foster, modella canadese (n. 1922)

## XXI secolo(131)
- 2001 - Anne Anastasi, psicologa statunitense (n. 1908)
- 2001 - Arne Sucksdorff, regista, sceneggiatore e direttore della fotografia svedese (n. 1917)
- 2002 - François Adam, ciclista su strada e ciclocrossista belga (n. 1911)
- 2002 - José Ernesto Díaz, calciatore colombiano (n. 1952)
- 2003 - Sesto Bruscantini, basso-baritono italiano (n. 1919)
- 2003 - Richard Trowbridge, ammiraglio inglese (n. 1920)
- 2003 - Frank Wismayer, pallanuotista maltese (n. 1913)
- 2003 - David Woodley, giocatore di football americano statunitense (n. 1958)
- 2004 - Giorgio Brambilla, politico italiano (n. 1926)
- 2004 - Hugh Gillin, attore statunitense (n. 1925)
- 2004 - Piero Soffici, direttore d'orchestra, compositore e pianista italiano (n. 1920)
- 2004 - Vladimir Černyšëv, pallavolista e allenatore di pallavolo sovietico (n. 1951)
- 2005 - Yakovos Bilek, cestista, allenatore di pallacanestro e arbitro di pallacanestro turco (n. 1917)
- 2005 - Vince Cazzetta, allenatore di pallacanestro statunitense (n. 1925)
- 2005 - Else Christensen, religiosa e sindacalista danese (n. 1913)
- 2005 - Luis Taruc, politico e guerrigliero filippino (n. 1913)
- 2006 - Karel Appel, pittore e scultore olandese (n. 1921)
- 2006 - Alexis Damianos, attore e regista greco (n. 1921)
- 2006 - Bob Dro, cestista, giocatore di baseball e allenatore di pallacanestro statunitense (n. 1918)
- 2007 - Danilo Fioravanti, ginnasta e allenatore di ginnastica artistica italiano (n. 1913)
- 2007 - Noël Milarew Odingar, politico ciadiano (n. 1932)
- 2007 - Emanuele Riverso, filosofo italiano (n. 1928)
- 2007 - José Roca, allenatore di calcio e calciatore messicano (n. 1928)
- 2007 - Aldo Stefanile, giornalista italiano (n. 1924)
- 2007 - Brian Woodall, calciatore inglese (n. 1948)
- 2008 - Alvin Colt, costumista statunitense (n. 1916)
- 2008 - Claude Couinaud, chirurgo e anatomista francese (n. 1922)
- 2008 - Francesco Del Morgine, allenatore di calcio e calciatore italiano (n. 1920)
- 2009 - Dom DeLuise, attore, regista e doppiatore statunitense (n. 1933)
- 2009 - Edward S. Kennedy, storico della scienza statunitense (n. 1912)
- 2009 - Fritz Muliar, attore, regista e attivista austriaco (n. 1919)
- 2009 - Jane Randolph, attrice statunitense (n. 1915)
- 2010 - Brita Borg, cantante e attrice svedese (n. 1926)
- 2010 - Freddy Kottulinsky, pilota di rally svedese (n. 1932)
- 2010 - William Lubtchansky, direttore della fotografia francese (n. 1937)
- 2010 - Giuseppe Pellegrino, politico e avvocato italiano (n. 1925)
- 2010 - Renato Peroni, archeologo italiano (n. 1930)
- 2010 - Luigi Poggi, cardinale e arcivescovo cattolico italiano (n. 1917)
- 2011 - Alberto Li Gobbi, generale italiano (n. 1914)
- 2011 - Carlo Felice Manara, matematico italiano (n. 1916)
- 2011 - Sammy McCrory, calciatore nordirlandese (n. 1924)
- 2011 - Mary Murphy, attrice statunitense (n. 1931)
- 2011 - Carlos Ríos, cestista argentino (n. 1941)
- 2011 - Frans Sammut, scrittore, saggista e drammaturgo maltese (n. 1945)
- 2011 - Sada Thompson, attrice statunitense (n. 1927)
- 2011 - Lino Zanettin, bobbista italiano (n. 1925)
- 2012 - Angelica Garnett, scrittrice e pittrice britannica (n. 1918)
- 2012 - Anna Jalsoviczky, cestista ungherese (n. 1934)
- 2012 - Anthony Joseph O'Connell, vescovo cattolico irlandese (n. 1938)
- 2012 - Adam Yauch, rapper, regista e attivista statunitense (n. 1964)
- 2012 - Rashidi Yekini, calciatore nigeriano (n. 1963)
- 2013 - Christian de Duve, biochimico belga (n. 1917)
- 2013 - Frederic Franklin, danzatore e direttore artistico britannico (n. 1914)
- 2013 - Aisha Rateb, avvocato e politica egiziana (n. 1928)
- 2013 - Jacques Stockman, calciatore belga (n. 1938)
- 2014 - Dick Ayers, fumettista statunitense (n. 1924)
- 2014 - Elena Baltacha, tennista britannica (n. 1983)
- 2014 - Riccardo Galuppo, pittore italiano (n. 1932)
- 2014 - Al Pease, pilota automobilistico canadese (n. 1921)
- 2014 - Tat'jana Samojlova, attrice sovietica (n. 1934)
- 2014 - Hermann Schreiber, storico e scrittore austriaco (n. 1920)
- 2014 - Tony Settember, pilota di Formula 1 statunitense (n. 1926)
- 2015 - Eva Aeppli, pittrice, scultrice e astrologa svizzera (n. 1925)
- 2015 - Ellen Albertini Dow, attrice e ballerina statunitense (n. 1913)
- 2015 - Živko Gospodinov, calciatore bulgaro (n. 1957)
- 2015 - William Wilson, imprenditore statunitense (n. 1921)
- 2016 - Ángel de Andrés López, attore spagnolo (n. 1951)
- 2016 - Olli Arppe, cestista finlandese (n. 1930)
- 2016 - Jean-Baptiste Bagaza, politico e militare burundese (n. 1946)
- 2016 - Bob Bennett, politico statunitense (n. 1933)
- 2016 - Giuseppe Faraca, ciclista su strada italiano (n. 1959)
- 2016 - Alina Moradei, attrice e doppiatrice italiana (n. 1928)
- 2016 - Alberto Piferi, sceneggiatore, dialoghista e linguista italiano (n. 1929)
- 2016 - Rita Renoir, showgirl, attrice e coreografa francese (n. 1934)
- 2016 - Adlan Varaev, lottatore russo (n. 1962)
- 2017 - William Baumol, economista statunitense (n. 1922)
- 2017 - Bart Carlier, calciatore olandese (n. 1929)
- 2017 - Jay Carty, cestista statunitense (n. 1941)
- 2017 - Miroslav Ferić, calciatore jugoslavo (n. 1944)
- 2017 - Renato Galli, pugile italiano (n. 1937)
- 2017 - Victor Lanoux, attore e produttore teatrale francese (n. 1936)
- 2017 - Timo Mäkinen, pilota di rally finlandese (n. 1938)
- 2018 - Steve Coy, batterista britannico (n. 1962)
- 2018 - Renate Dorrestein, scrittrice e giornalista olandese (n. 1954)
- 2018 - André Le Dissez, ciclista su strada francese (n. 1929)
- 2019 - Lojzka Bratuž, slavista e saggista slovena (n. 1934)
- 2019 - James B. Cobb Jr., chitarrista, tastierista e cantante statunitense (n. 1944)
- 2019 - Salvatore Corallo, politico italiano (n. 1928)
- 2019 - MacArthur Lane, giocatore di football americano statunitense (n. 1942)
- 2020 - Jean Erdman, coreografa e ballerina statunitense (n. 1916)
- 2020 - Giovanna Garbarino, latinista italiana (n. 1939)
- 2020 - James Marcus, attore britannico (n. 1942)
- 2020 - Lorne Munroe, violoncellista canadese (n. 1924)
- 2020 - Gabriele Rossi Osmida, archeologo e scrittore italiano (n. 1943)
- 2020 - Don Shula, giocatore di football americano e allenatore di football americano statunitense (n. 1930)
- 2020 - Álvaro Teherán, cestista colombiano (n. 1966)
- 2021 - Antony Anandarayar, arcivescovo cattolico indiano (n. 1945)
- 2021 - Rodolfo García, batterista argentino (n. 1946)
- 2021 - Jim Johnson, hockeista su ghiaccio canadese (n. 1942)
- 2021 - Nick Kamen, cantante, musicista e modello britannico (n. 1962)
- 2021 - Leslie Marr, pilota automobilistico britannico (n. 1922)
- 2021 - Alan McLoughlin, calciatore e allenatore di calcio irlandese (n. 1967)
- 2021 - Luciano Modica, politico e matematico italiano (n. 1950)
- 2022 - Sergio Fontanari, politico italiano (n. 1930)
- 2022 - Albin Julius, cantante, musicista e produttore discografico austriaco (n. 1967)
- 2022 - Howie Pyro, bassista, chitarrista e musicista statunitense (n. 1960)
- 2022 - Harm Ottenbros, ciclista su strada e pistard olandese (n. 1943)
- 2022 - Stanislaŭ Šuškevič, politico, fisico e matematico bielorusso (n. 1934)
- 2022 - Géza Varasdi, velocista ungherese (n. 1928)
- 2023 - Raya Bronstein, cestista, pesista e giavellottista israeliana (n. 1929)
- 2023 - Rafael Guillén, poeta spagnolo (n. 1933)
- 2023 - Hans-Jörg Krüger, cestista tedesco (n. 1942)
- 2023 - Chris Reynolds, fumettista britannico (n. 1960)
- 2023 - Tom Spencer, politico britannico (n. 1948)
- 2023 - Georgi Stojkovski, triplista bulgaro (n. 1941)
- 2024 - Bob Avellini, giocatore di football americano statunitense (n. 1953)
- 2024 - Dagoberto Fontes, calciatore uruguaiano (n. 1943)
- 2024 - David Messina, giornalista, telecronista sportivo e autore televisivo italiano (n. 1932)
- 2024 - Michele Paradiso, compositore italiano (n. 1945)
- 2024 - Corrado Pellanera, cestista e allenatore di pallacanestro italiano (n. 1938)
- 2024 - Karl Ringel, calciatore tedesco (n. 1932)
- 2024 - Attilio Sessa, giocatore di biliardo italiano (n. 1933)
- 2024 - Frank Stella, pittore e scultore statunitense (n. 1936)
- 2025 - Mircea Câmpeanu, cestista rumeno (n. 1939)
- 2025 - André Foucher, ciclista su strada francese (n. 1933)
- 2025 - André Gounelle, teologo francese (n. 1933)
- 2025 - David Karako, calciatore israeliano (n. 1945)
- 2025 - Jochen Mass, pilota automobilistico tedesco (n. 1946)
- 2025 - Alberto Mastromarino, baritono italiano (n. 1964)
- 2025 - Peter McParland, calciatore e allenatore di calcio nordirlandese (n. 1934)
- 2025 - Rafael Rullán, cestista spagnolo (n. 1952)